# Морской охотник (фильм)
«Морской охотник» — советский художественный фильм 1954 года, снятый по одноимённой повести Николая Чуковского.
Съёмки фильма проходили в Крыму.

## Сюжет
Действие происходит в годы Великой Отечественной войны в зоне боёв за черноморское побережье. Советские моряки выслеживают вражескую подводную лодку. Тем временем командир «Морского охотника» вместе с одним из матросов не возвращается из разведки. Юные патриотки Катя и Лида сообщают на катер о сигнале неизвестных друзей, заметивших подводную лодку. Благодаря этому советские моряки топят вражескую лодку, а отважная разведчица Катя, хорошо знающая горные тропинки побережья, обнаруживает в одной из пещер командира «Морского охотника» и тяжело раненого моряка.

## В ролях
- Надежда Румянцева — Катя
- Павел Волков — Макар Макарович
- Юрий Пузырёв — лейтенант Корольков
- Ольга Хорькова — Мария Васильевна
- Юрий Леонидов — гидроакустик Иванов
- Петр Чернов — Александр Николаевич, капитан-лейтенант
- Евгений Леонов — кок
- Надир Малишевский — Казаченко
- Нина Шорина — Маня

## Съёмочная группа
- Сценарий и постановка: Владимир Немоляев
- Сценаристы: Николай Чуковский, Владимир Немоляев
- Режиссёр: Г. Натансон
- Оператор: Фёдор Фирсов
- Художник-постановщик: Владимир Камский, Константин Степанов
- Композитор: Никита Богословский